# Шуйский, Василий Васильевич Бледный
Князь Васи́лий Васи́льевич Шу́йский по прозванию Бле́дный (XV век) — русский военный и государственный деятель, воевода и наместник во времена правления Ивана III Васильевича.
Представитель знатного княжеского рода Шуйских (Рюриковичи). Старший из двух сыновей князя Василия Юрьевича Шуйского. Имел брата, князя Михаила Васильевича упомянутого в государевых 1492 и 1495 годов новгородских походах.

## Биография
В 1476 году наместник в Пскове.
В 1477 году участвовал в походе на Новгород, где Государь указал ему идти с псковитянами на Новгород и остановиться на реке Шелонь ожидая дальнейших указаний. В декабре приближаясь с псковскими войсками к государеву стану под Новгород, послал уведомить его и просил указаний для дальнейших действий, на что получил команду разместиться часть войск в Бискупицах, а на другую часть поставить посадников и разместить их в селе Федотьино и в Троицком монастыре на Варяже. По просьбам новгородцев последний их князь и победитель Иван III назначил его новгородским наместником. В 1478 году упомянут наместником в Нижнем Новгороде.
С 1478 по 1482 князь (московский наместник) Пскова. В 1480 году ходил против пришедших на псковские области лифляндцев принудив их удалиться. В 1481 году послан первым воеводою из Пскова в поход в Ливонию, где добился больших военных успехов, возвратясь с большими военными трофеями. В 1482 году снова наместник Новгорода, откуда в феврале ходил с войском на Лифляндию, где произвёл большие опустошения. В 1487 году отправлен первым воеводою конной рати на помощь войскам посланным в Казанский поход.
В 1492 году князь Василий Васильевич — первый воевода полка правой руки в походе русской рати на Северскую землю.

## Дети
- Князь Шуйский Юрий Васильевич — (умер молодым, бездетен).
- Князь Шуйский Иван Васильевич Большой Скопа — родоначальник рода Скопиных-Шуйских[1]
- Князь Шуйский Иван Васильевич Меньшой Хрен — бездетный. В 1492 году второй воевода войск правой руки в походе к Сиверу, в 1492 и 1495 годах второй воевода полка правой руки в Новгородских походах, с 1501 — воевода Большого полка в Лифляндии, в 1508 году первый воевода в Сыренске.